# エベニーザー・ロックウッド・ホアー

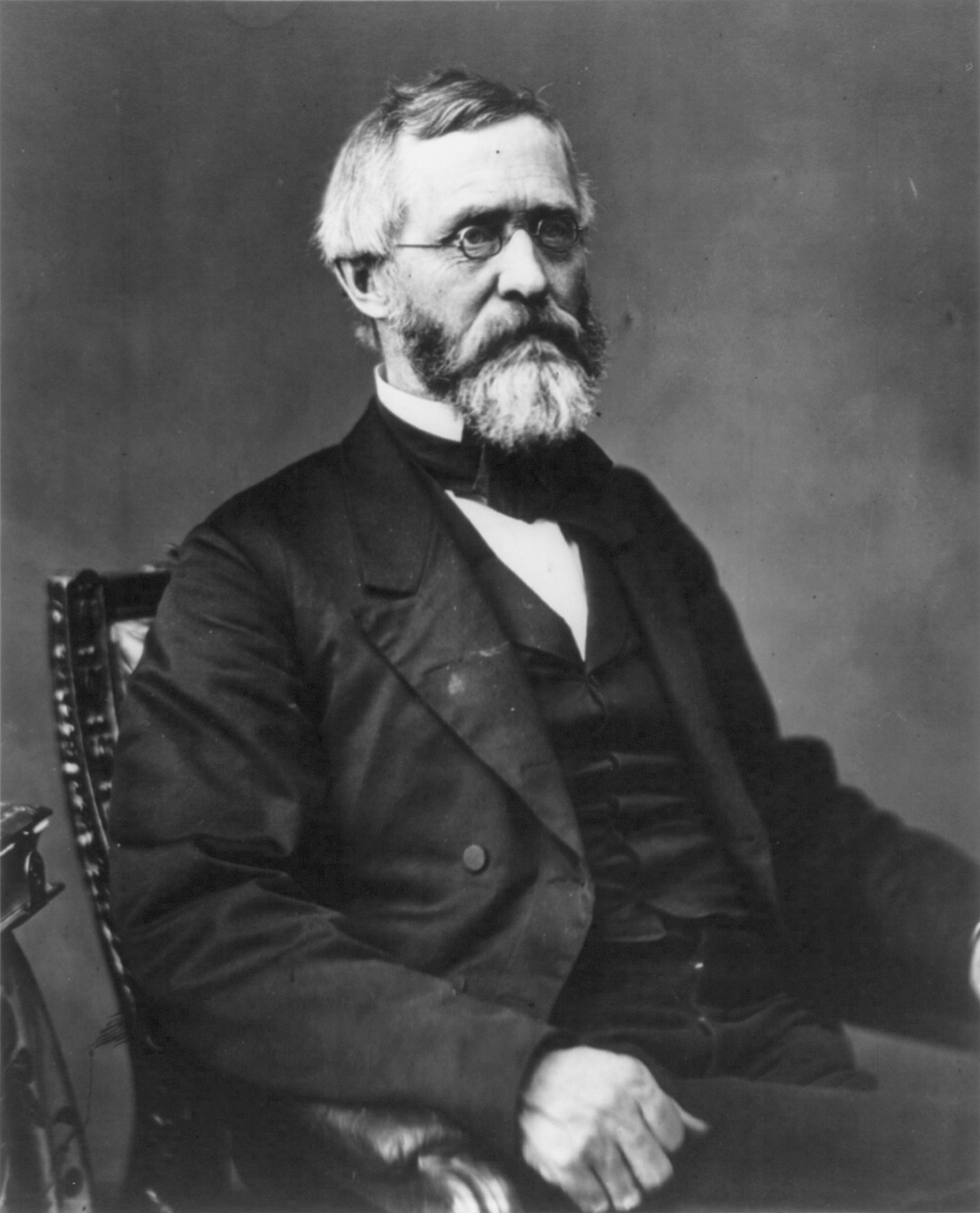
エベニーザー・ロックウッド・ホアー

エベニーザー・ロックウッド・ホアー（Ebenezer Rockwood Hoar, 1816年2月21日 - 1895年1月31日）は、アメリカ合衆国の政治家。ホイッグ党および共和党に所属し、ユリシーズ・グラント政権で第30代アメリカ合衆国司法長官を務めた。

## 生い立ちと初期の経歴
1816年2月21日、ホアーはマサチューセッツ州コンコードにおいて誕生した。ホアーはハーバード大学で教養課程を学び、1835年に文学士号を取得した。ホアーは続いてハーバード・ロー・スクールで法律を学び、1839年に法学士号を取得した。ホアーは1840年に弁護士として認可を受けた、ホアーはコンコード市内で弁護士業を開業し、まもなくマサチューセッツ州ボストンへ場所を移した。
ホアーは1846年にマサチューセッツ州上院議員に選出された。ホアーは1849年まで州上院議員を務めた。ホアーはホイッグ党に所属し、反奴隷の立場をとった。
ホアーは1849年から1855年までボストンの一般訴訟裁判所判事を務めた。ホアーは1855年から1859年まで再び弁護士業を営んだ後、1859年から1869年までマサチューセッツ州最高裁判所で陪席判事を務めた。

## 政治活動
1869年3月5日、ホアーはユリシーズ・グラント大統領から司法長官に任命された。ホアーは1870年11月22日まで司法長官を務めた。司法長官在任中の1869年、グラント大統領はホアーを連邦最高裁判所判事に指名した。だが連邦上院は承認を棄却した。結果として、ホアーは司法長官を辞任した。

## 晩年

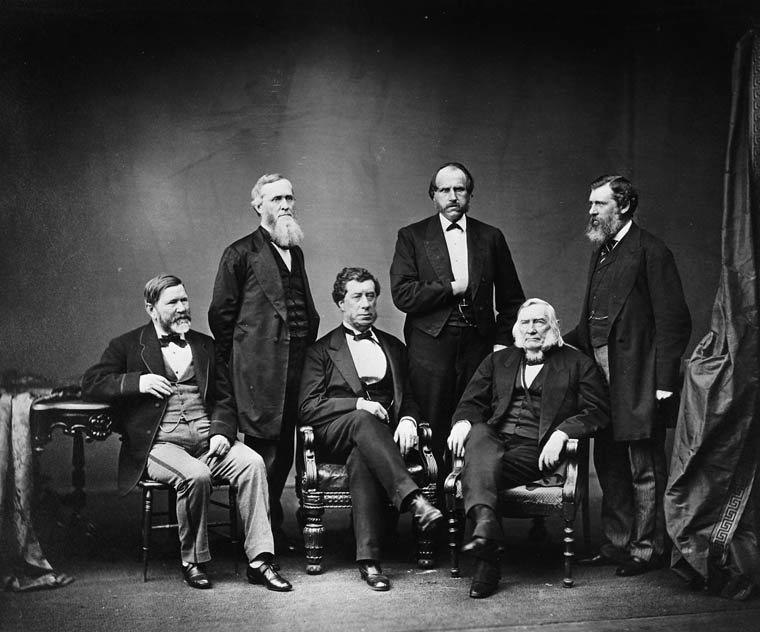
ワシントン条約のアメリカ代表団。左から2人目がホアー。

1871年、ユリシーズ・グラント大統領の要請により、アラバマ要求などの米英間の問題の解決を図るための交渉委員会の一員となり、ワシントン条約の締結を導いた。
ホアーは1873年から1875年まで連邦下院議員を務めた。1875年、ホアーはレキシントン・コンコードの戦いの百周年祭で運営委員長を務めた。
ホアーは1868年から1882年までハーバード大学の顧問委員を務めた。1895年1月31日、ホアーはマサチューセッツ州コンコードにおいて死去した。ホアーの遺体はコンコード市内のスリーピー・ホロー墓地に埋葬された。

## 家族
エベニーザー・ホアーはニューイングランド地方、特にマサチューセッツ州とコネチカット州において影響力をもつ家系に生まれた。父親のサミュエル・ホアーは連邦下院議員を務めた政治家であり、母親のサラ・シャーマン (Sarah Sherman, 1783-1866) は建国の父ロジャー・シャーマンの娘であった。
1840年11月20日、ホアーはマサチューセッツ州コンコードにおいて、カロライン・ダウンズ・ブルックス (Caroline Downes Brooks, 1820-1892) と結婚した。ホアーはカロラインとの間に以下の子供をもうけた。
1. カロライン・ホアー (Caroline Hoar, 1842-1907)
2. サラ・シャーマン・ホアー (Sarah Sherman Hoar, 1844-1844)
3. サミュエル・ホアー (Samuel Hoar, 1845-1904)
4. チャールズ・エマーソン・ホアー (Charles Emerson Hoar, 1850-1912)
5. クララ・ダウンズ・ホアー (Clara Dowes Hoar, 1852-1915)
6. エリザベス・ホアー (Elizabeth Hoar, 1854-1924)
7. シャーマン・ホアー (Sherman Hoar, 1860-1898)

弟に連邦上院議員ジョージ・フリスビー・ホアー、従兄にコネチカット州知事ロジャー・シャーマン・ボールドウィン、従弟に国務長官ウィリアム・マクスウェル・エヴァーツがいる。

## 著作物
- Hoar, Ebenezer Rockwood: "Address at the laying of the corner stone of the Memorial Hall", Boston: Tolman & White, printers, 1870.
- Hoar, Ebenezer Rockwood: "Address in the old Concord Meeting House, April 19, 1894", Boston: Beacon Press, T. Todd, printer, 1894.